# Parmigiani Jazz Solo Piano Competition

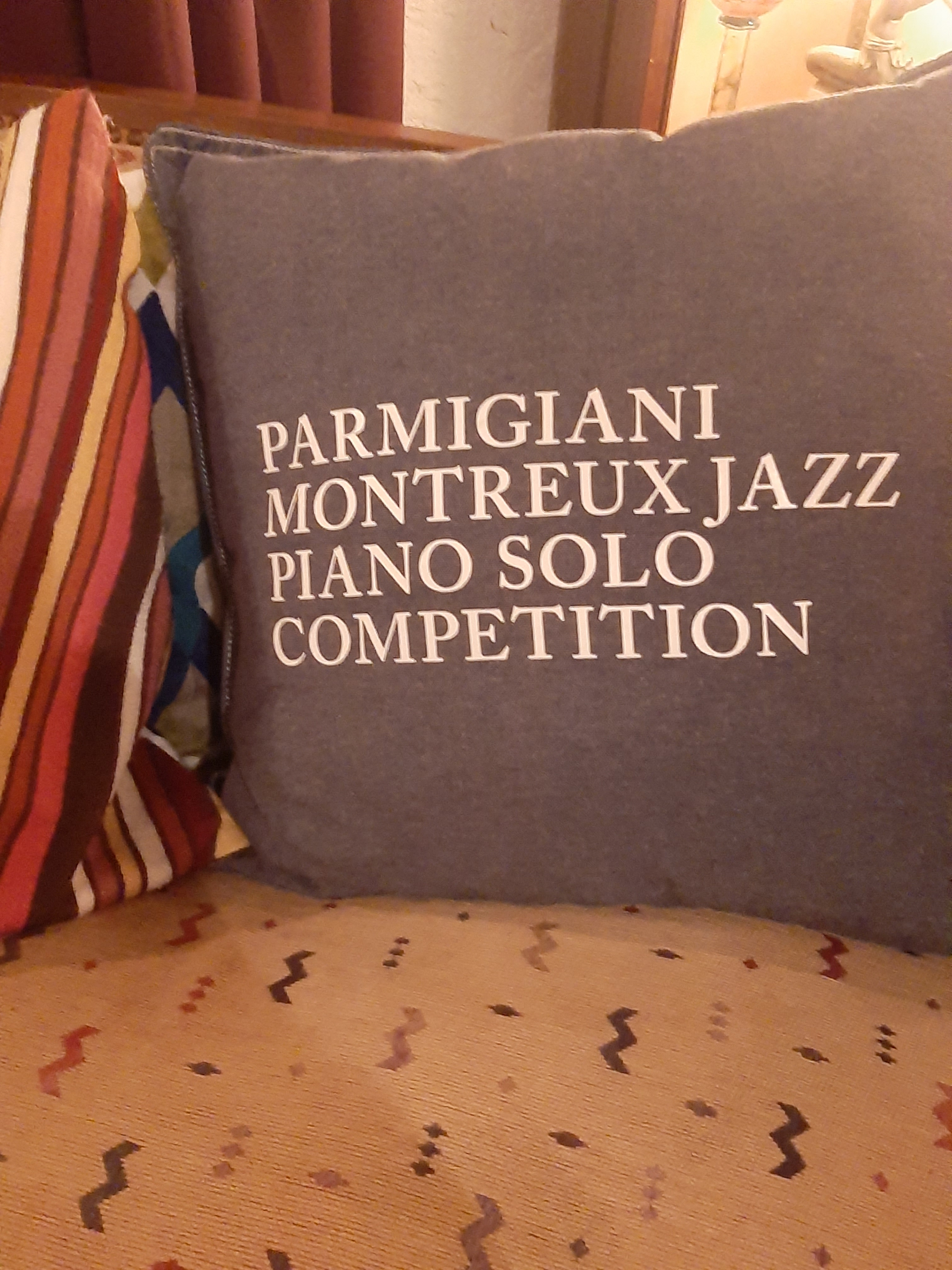
Couchkissen Parmigiani Montreux Jazz Solo Piano Competition im Chalet von Claude Nobs

Die Parmigiani Jazz Solo Piano Competition war ein Nachwuchs-Musikwettbewerb, der im Rahmen des Montreux Jazz Festival zwischen 1999 und 2017 stattfand.

## Geschichte
Seit seinen Beginnen hat das Montreux Jazz Festival Nachwuchsmusiker eingeladen. Nach dem Fall des Eisernen Vorhangs gründete Claude Nobs 1999 diesen Wettbewerb; ein Ziel war es, verstärkt Musiker aus Osteuropa nach Montreux zu bringen.
Bis 2017 wurde die Parmigiani Jazz Solo Piano Competition jährlich im Juni veranstaltet. Sie fand zunächst unter anderen Namen statt, etwa als Jas Hennessy, Piano Solo Competition, dann nach Wechsel des Sponsors als Bösendorfer Solo Piano Competition. Der Wettbewerb richtete sich an den Nachwuchs im Jazzpiano; Teilnehmende mussten weniger als 30 Jahre alt sein und ein Soloprogramm präsentieren. Die drei Preisträger erhielten einen Geldpreis; zusätzlich erhielt der erste Preisträger die Möglichkeit zu einer Studioaufnahme.

## Liste der Preisträger
| Jahr | 1. Preis              | 2. Preis                                                | 3. Preis              |
| ---- | --------------------- | ------------------------------------------------------- | --------------------- |
| 2000 | Dániel Szabó          | Rainer Böhm                                             | Aaron Parks           |
| 2001 | Robert Lakatos        | Rainer Böhm                                             | Florian Weber         |
| 2002 | Marius Vernescu       | Kristjan Randalu                                        | Mark van der Feen     |
| 2003 | Tigran Hamasyan       | N.N.                                                    | N.N.                  |
| 2004 | N.N.                  | Aki Rissanen                                            | N.N.                  |
| 2005 | Harold López-Nussa    | N.N.                                                    | Philippe Baden Powell |
| 2006 | Dan Tepfer            | Michel Reis                                             | Hiro Morozumi         |
| 2007 | Rolando Luna Carrillo | David Helbock, Shahin Novrasli (punktgleich)            |                       |
| 2008 | Gaël Rakotondrabe     | David Satian                                            | Dimitrije Vasiljević  |
| 2009 | Isfar Sarabski        | Beka Gochiashvili, Franz von Chossy (punktgleich)       |                       |
| 2010 | Nikolay Sodorenko     | David Helbock, Logan Thomas (punktgleich)               | Zoltan Balogh         |
| 2011 | Piotr Orzechowski     | Jeremy Siskind                                          | Jerry Léonide         |
| 2012 | Marialy Pacheco       | Alex Pryrodyn                                           | Cezara-Lucia Vladescu |
| 2013 | Jerry Léonide         | Alexy Ivannikov                                         | Claudio Vignali       |
| 2014 | Lorenz Kellhuber      | Jorge Luis Pacheco Campos, Matthis Picard (punktgleich) | Evgeny Lebedev        |
| 2015 | A Bu                  | Yakir Arbib                                             | Krisztian Oláh        |
| 2016 | Esteban Castro        | Guy Mintus                                              | Casimir Liberski      |
| 2017 | Addison Frei          | Billy Test                                              | Andrey Marukhin       |

## Diskographie
- Various Artists: Jas Hennessy, Piano Solo Competition (Montreux Jazz Festival 2000, mit Daniel Szabo, Rainer Böhm, Aaron Parks, Peter Cincotti)
- Various Artists: Montreux Jazz Solo Piano Compétition 6-21 July 2001 (Montreux Jazz Festival 2000, mit Robert Lakatoš, Rainer Böhm, Florian Weber, Luke Howard)
- Various Artists: Montreux Jazz Solo Piano Compétition 5-20 July 2002 (Montreux Jazz Festival 2002, mit Marius Vernescu, Kristjan Randalu, Mark van der Feen)
- Various Artists: Solo Piano Competition 2006 at the Montreux Jazz Festival (Montreux Jazz Festival 2006, mit Dan Tepfer, Hiro Morozumi, Michel Reis)
- Various Artists: Bösendorfer Solo Piano Competition 2007 at the Montreux Jazz Festival (Montreux Jazz Festival 2007, mit Rolando Luna Carrillo, David Helbock, Shahin Novrasli, Paul Lay)
- Various Artists: Solo Piano Competition 2008 at the Montreux Jazz Festival (Montreux Jazz Festival 2008, mit Gaël Rakotondrabe / David Satian / Dimitrije Vasiljevic)
- Various Artists: Solo Piano Competition 2009 at the Montreux Jazz Festival (Montreux Jazz Festival 2009, mit Beka Gochiashvili, Claude Diallo, Franz von Chossy, Isfar Sarabsky, Kuba Płużek)